# 三好銀
三好 銀（みよし ぎん、1955年 - 2016年8月31日）は、日本の漫画家。静岡県出身。本名は三好銀（みよし しろがね）。

## 略歴
第3回相原賞で「銀のアイハラ賞」を受賞（「伊東ジュラ紀」名義）。1989年、『ビッグコミックスピリッツ』（小学館）にてデビュー。
2016年8月31日、膵臓癌のため逝去。61歳没。

## 作品リスト
- 日曜日シリーズ（『ビッグコミックスピリッツ』連載）
  - 三好さんとこの日曜日（1992年、小学館）
  - いるのにいない日曜日（単行本未収録分をまとめ、2009年にエンターブレインから刊行。）
- ブルーベリージャム（『コミックビーム』1999年7月号掲載、『ビーム短編傑作選 奥村編集長セレクション マンゴー編』所収。）
- まじない女のトマトソース（『コミックビーム』2000年1月号掲載）
- FAXPRESS （2000年、竹書房）　※やまだないととの共著
- 西荻窪キネマ銀光座（ウェブサイト「Webギンザ一丁目」連載（第16号（2002年1月1日号）を除き、第1号（2001年5月15日号） - 第24号（2002年5月1日号）に掲載）、2003年に実業之日本社から単行本化。）　※角田光代との共著
- ホテル「月の裏」（『ビッグコミックスペリオール』2009年第16号掲載、アンソロジー本『短篇集 hi mi tsu ki chi』所収。）
- 海辺へ行く道シリーズ（『コミックビーム』連載）
  - 海辺へ行く道 夏（2010年、エンターブレイン）
  - 海辺へ行く道 冬（2011年、エンターブレイン）
  - 海辺へ行く道 そしてまた、夏（2012年、エンターブレイン）
- もう体脂肪率なんて知らない（2014年、エンターブレイン）
- 私の好きな週末（2016年、エンターブレイン）